# 柏加號驅逐艦 (DD-48)
柏加號驅逐艦（舷號DD-48）是一艘隸屬於美國海軍的驅逐艦，為艾爾文級驅逐艦的二號艦。她是美軍第一艘以艾爾文為名的軍艦，以紀念美國內戰時期的海軍軍官小霍士賀·柏加（Foxhall A. Parker, Jr.）。
柏加號在1912年於克雷普父子造船廠開始建造，在同年下水，於1914年服役。接著柏加號留在大西洋及加勒比海執勤。美國參與第一次世界大戰後，柏加號被派往英國及愛爾蘭海域，掩護協約國商船。戰後柏加號曾到地中海巡航，在1921年退役，並在1935年除籍，按倫敦海軍條約出售拆解。